# Macbeth (Strauss)
Macbeth (op. 23, TrV 163) ist die erste Tondichtung von Richard Strauss, die er von 1886 bis 1888 schrieb. Es existieren drei Fassungen des Werks. Die erste Fassung, am 9. Januar 1888 abgeschlossen, endete mit einem Triumphmarsch des Macduff, dem vermutlich eine musikalische Darstellung der Schlacht zwischen ihm und Macbeth vorausging. Nachdem Hans von Bülow diesen Schluss als programmatisch verfehlt kritisiert hatte, arbeitete Strauss das Stück um, wobei er die Schlachtmusik und den Triumphmarsch tilgte. Die Partiturseiten 76 bis 91 der Erstfassung wurden abgetrennt; von ihnen sind bislang allein die Seiten 76/77 und 86–90 bekannt geworden. Die zweite Fassung mit dem neuen Schluss war am 8. Februar 1888 vollendet. Uraufgeführt wurde sie allerdings durch Strauss erst am 13. Oktober 1890 in Weimar, und als Resultat arbeitete der Komponist sein Werk erneut um. Unangetastet blieb die Form, während Satz und Instrumentation mit dem Ziel größerer Plastizität gründlich revidiert wurden. Am 4. März 1891 lag schließlich die dritte Fassung fertig vor. Sie erschien im selben Jahr im Aibl-Verlag im Druck und wurde am 29. Februar 1892 in Berlin mit den Philharmonikern unter Leitung von Strauss uraufgeführt.  

## Orchestration
Die Besetzung besteht aus 3 Flöten (die dritte Stimme ist mit einer verdoppelnden Piccoloflöte besetzt), 2 Oboen, Englischhorn, 2 Klarinetten, Bassklarinette, 2 Fagotten, Kontrafagott, 4 Hörnern, 3 Trompeten, Basstrompete, 3 Posaunen, Tuba, Pauken, großer Trommel, kleiner Trommel, Becken, Tamtam und Streichern.

## Sätze
Alle Teile gehen fließend ineinander über.
- Allegro, un poco maestoso.
- Belebend.
- Furioso.
- Presto.
- Moderato maestoso.
- Allegro, un poco maestoso.
- Molto agitato.
- Allegro, un poco maestoso.